# ويليام جي. براون
ويليام جي. براون هو محامي وسياسي أمريكي، ولد في 15 أغسطس 1805، وتوفي في 18 مارس 1857 في إنديانابوليس في الولايات المتحدة. نشط حزبياً في الحزب الديمقراطي. وقد انتخب عضو مجلس نواب إنديانا ‏ وانتخب عضو مجلس النواب الأمريكي.